# Швидка Марина Олександрівна
Марина Олександрівна Швидка (за першим чоловіком Поляк; нар.. 30 червня 1951) — радянська і російська актриса театру і кіно, режисерка. Заслужена артистка Російської Федерації (2010).

## Біографія
Народилася 30 червня 1951 року.
У 1974 році закінчила Школу-студію МХАТ (вчилася у Олександра Карєва).
До 1991 року працювала в Театрі на Малій Бронній. Також знімалася в кіно, вперше зігравши в 1976 році у фільмі «Мама». Крім цього працювала на телебаченні — кореспондентом програми «Времечко» у Кіри Прошутинськойъ; брала участь в інших проектах, після чого перейшла на програму «Театр+ТБ».
З 2006 року Марина Поляк працює в Театральному інституті ім. Бориса Щукіна. У 2011 році входила до складу журі театральної премії «Золотий Лист».

### Особисте життя
Першим чоловіком був актор Михайло Наумович Поляк (1948—1995); у них народився син Сергій. Одружена з Михайлом Швидким.

## Фільмографія
- 1974 — Північний варіант — Наталка
- 1976 — Мама — Білка
- 1977 — Міміно — Катя Рябцева, стюардеса
- 1977 — Обережно, листопад! (фільм-спектакль) — медсестра
- 1977 — Оповідання від першої особи  — Лариса Петрівна
- 1977 — Четверта висота — Лида
- 1978 — Артем — Ліза, дружина Артема
- 1978 — Слідство ведуть ЗнаТоКі. «Букет» на прийомі (Справа № 12) — Соня, диспетчерка таксі
- 1979 — Дачне життя (фільм-спектакль) —  Варя
- 1982 — Джентльмени з Конгресу (фільм-спектакль) —  Мардж Грей, дочка і особистий секретар конгресмена Саймона Грея
- 1982 — Солдат і змія (фільм-спектакль) —  Адельгунда
- 1983 — Відпустка після поранення (фільм-спектакль) —  Зіна
- 1985 — Небезпечно для життя! —  секретарка з шоколадками
- 1988 — Вам що, наша влада не подобається?! —  Ірочка, секретарка Федулєєва
- 2004 — Московська сага —  Єлизавета Михайлівна
- 2008 — Важкий пісок —  Анна Єгорівна, домробітниця Льови
- 2010 — Грізний час —  годувальниця
- 2013 — Бульварне кільце —  Клавдія, мати Поліни
- 2013 — Третя світова —  Антоніна Матвіївна, мати Юрія